# Francesco Acquaviva d'Aragona
Francesco Acquaviva d'Aragona, italijanski rimskokatoliški duhovnik, škof in kardinal, * 4. oktober 1665, Neapelj, † 9. januar 1725.

## Življenjepis
2. decembra 1697 je bil imenovan za naslovnega nadškofa Larise v Tesaliji; 22. decembra istega leta je prejel škofovsko posvečenje.
6. aprila 1700 je bil imenovan za apostolskega nuncija v Španiji; s tega položaja je odstopil 7. decembra 1706.
17. maja 1706 je bil povzdignjen v kardinala.
8. junija 1707 je bil postavljen za kardinal-duhovnika S. Bartolomeo all'Isola; 28. januarja 1709 je bil imenovan za kardinal-duhovnika S. Cecilia in 12. junija 1724 za kardinal-škofa Sabine.